# VDL Bova
VDL Bova byl výrobce luxusních autobusů a karoserií autobusů se sídlem v Eindhovenu v Nizozemsku, který byl založen  v roce 1931. Je známý zejména díky autobusu Bova Futura, poháněném motorem DAF, který byl poprvé představen v 80. letech 20. století a do roku 2018 se stále vyráběl jako VDL Futura.

## Historie
V roce 1878 založil Jacob D. Bots dřevařský podnik ve Valkenswaardu. Po své smrti odkázal podnik svému nejstaršímu synovi, který zavedl název Bova, odvozený od Bots Valkenswaard.
V roce 1931 začala společnost vyrábět autobusy. V roce 2003 společnost koupila VDL Groep, která vlastnila také značky Berkhof, Jonckheere a VDL Bus Chassis. Od roku 2010 byly jednotlivé značky ukončeny a VDL Bova se stala součástí VDL Bus & Coach.